# Voyage d'un moineau de Paris à la recherche du meilleur gouvernement

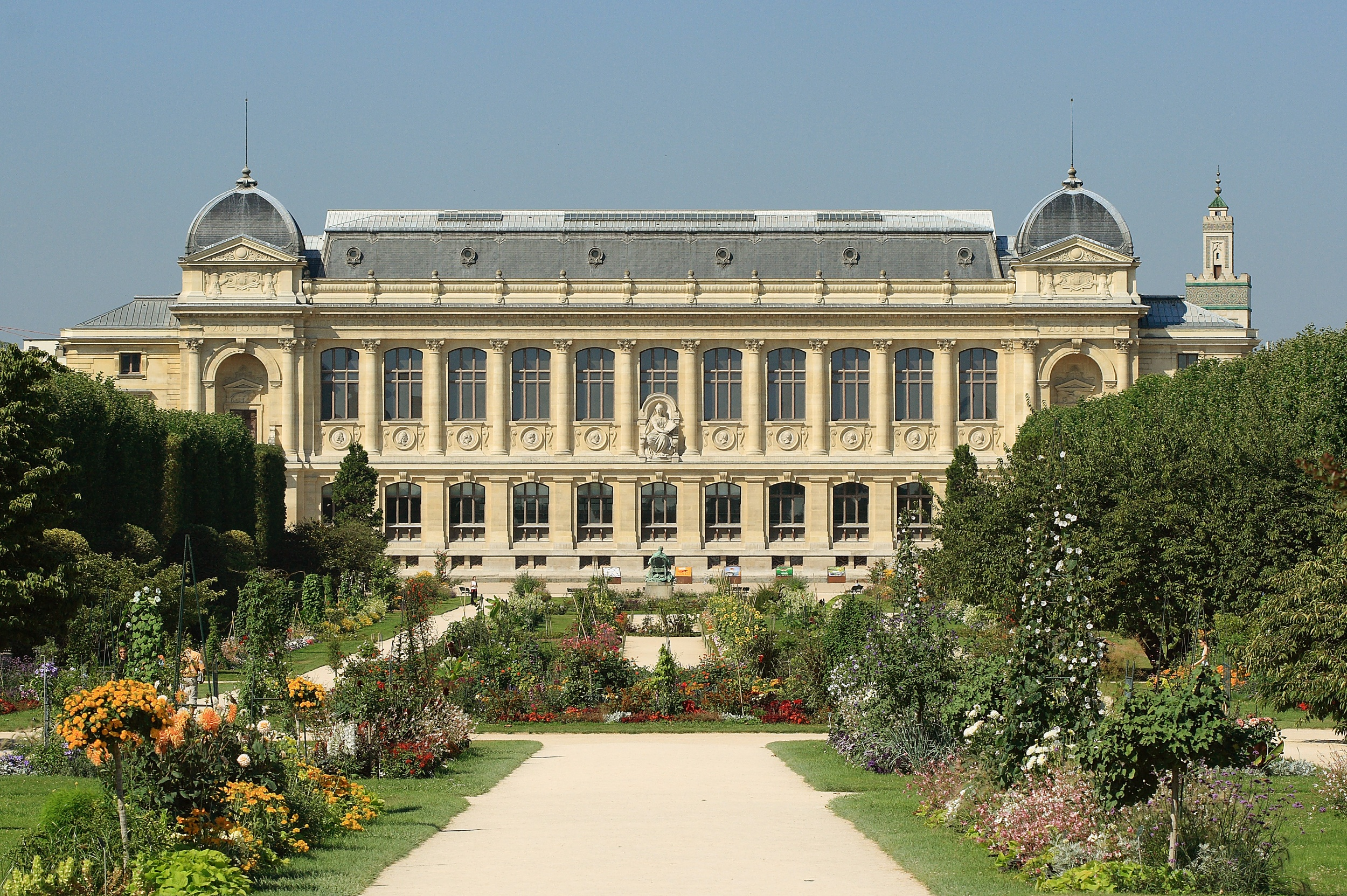
Jardin des plantes de Paris.

Voyage d’un moineau de Paris à la recherche du meilleur gouvernement est une nouvelle satirique d'Honoré de Balzac parue en livraison de 1840 à 1842, puis en livre illustré en deux volumes de 1841 à 1842 dans l'ouvrage collectif : Scènes de la vie privée et publique des animaux.
Ce texte écrit par Balzac fut attribué à George Sand par décision de l’auteur qui le qualifia de « charmant apologue de George Sand » dans une lettre qu’il adressa à Hetzel et qui fut publiée au Charivari pour le lancement du tome I. Balzac trouvait que sa signature apparaissait trop souvent dans ce tome I : George Sand accepta la supercherie avec d’autant plus d’amusement que le texte donne un rôle important à un de ses grands amis, Lamennais, « défenseur du prolétaire » sous le nom de Grand Friquet. Friquet visite d’abord l’île des Fourmis, l’Angleterre, où règne une féroce oligarchie, puis la république des Loups, pays de liberté et d’égalité, où « les rudes vertus » semblent peu convaincantes, la France.